# Циклово
Циклово (болг. Циклово) — село в Болгарии. Находится в Кюстендилской области, входит в общину Бобошево. Население составляет 12 человека.

## Политическая ситуация
Циклово подчиняется непосредственно общине и не имеет своего кмета.
Кмет (мэр) общины Бобошево — Милчо Георгиев Орозов (Болгарская социал-демократия (БСД)) по результатам выборов 2007 года в правление общины.